# Шуст Богдан Романович
Богда́н Рома́нович Шу́ст (нар. 4 березня 1986, Судова Вишня, Львівська область, УРСР, СРСР) — український футболіст. Грав за збірну України. Син професора Романа Шуста — українського історика, нумізмата.

## Клубна кар'єра

### «Карпати»
Вихованець львівського футболу. У Кубку України 2005/06 на етапі 1/8 фіналу «Карпати» на власному полі обіграли «Шахтар» з рахунком 1:0. Взимку під час трансферного вікна, донеччани підписали Шуста, заплативши «зелено-білим» 1 млн. доларів.

### «Шахтар»
Дебютував у Прем'єр-лізі 5 березня 2006 року у грі проти «Таврії» і став основним голкіпером клубу у весняній частині першості 2005/06 і впродовж усього сезону 2006/07. Влітку 2007 року до клубу прийшов Андрій П'ятов, витіснивши Шуста з «основи» (як і раніше зі складу молодіжної збірної України).
Втративши місце в основі «Шахтаря», Богдан почав здаватися в оренди. Так, влітку 2009 року він був відданий в оренду на 2 роки в донецький «Металург». Проте, в команді пробув півроку і зіграв лише 5 матчів у Прем'єр-лізі, так як поступався місцем в основі Владимиру Дишленковичу. В січні 2010 року був відданий в оренду до кінця сезону в луганську «Зорю». У грудні 2010 року був відданий в оренду в маріупольський «Іллічівець».
На початку 2012 року, після дискваліфікації Олександра Рибки, повернувся у «Шахтар», але не зіграв жодного матчу.

### «Металіст»
12 січня 2013 року на правах вільного агента підписав трирічний контракт з харківським «Металістом». Спочатку був резервним голкіпером харків'ян, а з другої половини 2014 року став основним воротарем команди. Втім через фінансові проблеми «Металіста» на початку 2015 року Шуст разом з іншими гравцями основного складу відмовився виходити на поле у її складі.

### «Волинь»

#### Сезон 2014—2015
На початку березня було повідомлено про перехід досвідченого воротаря до луцької «Волині», де він отримав перший номер. Дебютував у матчі проти «Чорноморця», де пропустив один гол. Там він дуже міцно влився до основи і став основним голкіпером клубу.

#### Сезон 2015—2016
Почав сезон матчем 1 туру чемпіонату з «Ворсклою». Там він пропустив 1 гол. У 2 турі пропустив 4 голи від «Шахтаря». Наступний матч з «Металургом» відстояв на нуль. У Кубку України почав з матчу без пропущених голів у матчі з «Інгульцем». На 59-й хвилині матча з «Зорею» був вилучений. У чвертьфіналі Кубку України пропустив 5 голів від того самого клубу. Після цього він не брав участь у наступному турі чемпіонату. Але одразу після цього відстояв на нуль два матчі з «Карпатами» і «Олександрією».

### «Ворскла»

#### Сезон 2016—2017
3 червня 2016 року підписав контракт з полтавською «Ворсклою».
6 серпня 2017 року в матчі проти «Динамо» отримав перелом виличної кістки зі зміщенням щелепи.
В сезоні 2017/2018 виборов разом з «Ворсклою» бронзові нагороди.

## Збірна
28 лютого 2006 року дебютував у збірній Україні в товариському матчі зі збірною Азербайджану, який завершився з рахунком 0:0. 
Був у заявці збірної України на ЧС-2006 як третій воротар. 
За досягнення високих спортивних результатів на чемпіонаті світу 2006 в Німеччині нагороджений орденом «За мужність» III ступеня.

## Досягнення

### Клубні
Шахтар
- Чемпіон України: 2006, 2008, 2012
- Володар Кубка України: 2008, 2012
- Володар Суперкубка України: 2008, 2012
- Володар Кубка УЄФА: 2009

### Волинь
- Чвертьфіналіст Кубка України: 2016

### Ворскла
Бронзовий призер чемпіонату України (1): 2017/2018

### Збірні
- Бронзовий призер Чемпіонату Європи U-19: 2004
- Чвертьфіналіст Чемпіонату світу: 2006

### Індивідуальні
- Орден «За мужність» III ступеня: 2006[8]
- Медаль «За працю і звитягу»: 2009[9]

## Цікаві факти
- Кумир дитинства — данський воротар Петер Шмейхель.

## Приватне життя
Батько футболіста, Роман Шуст — колишній декан (нині — професор) історичного факультету Львівського національного університету.
Богдан захоплюється рибальством. У «Шахтарі» його добрим приятелем був Дмитро Чигринський[джерело?].